# Comté de Pleasants
Le comté de Pleasants est un comté des États-Unis situé dans l’État de Virginie-Occidentale. En 2000, la population était de 7 514 habitants. Son siège est St. Marys.

## Principales villes
- St. Marys
- Belmont